# Quadrilatère de Lambert

Un quadrilatère de Lambert.

En géométrie, un quadrilatère de Lambert, du nom de Jean-Henri Lambert, est un quadrilatère ayant trois angles droits. Historiquement, Lambert espérait pouvoir démontrer (à l'aide des axiomes d'Euclide à l'exception de l'axiome des parallèles) qu'un tel quadrilatère était un rectangle (démontrant ainsi l'axiome des parallèles), mais il semble s'être convaincu que la chose était impossible, obtenant ainsi les premiers résultats de géométrie hyperbolique, et en particulier la formule donnant l'aire d'un triangle en fonction de ses trois angles.
Le quatrième angle d'un quadrilatère de Lambert caractérise la géométrie : s'il est droit, on est en géométrie euclidienne, s'il est aigu, on est en géométrie hyperbolique, et s'il est obtus (ce qui est impossible en géométrie absolue), on est en géométrie elliptique ; dans tous les cas, ce qui est vrai d'un quadrilatère de Lambert l'est pour tous.

## Quadrilatère de Lambert en géométrie hyperbolique
En géométrie hyperbolique, soit AOBF un quadrilatère de Lambert, dont les trois angles {\displaystyle {\widehat {A}},\ {\widehat {O}}} et  {\displaystyle {\widehat {B}}} sont droits, et où F est opposé à O. {\displaystyle {\widehat {F}}} est alors un angle aigu, et en prenant la courbure du plan hyperbolique K = -1, on a les relations suivantes :
{\displaystyle \sinh AF=\sinh OB\cosh BF}
{\displaystyle \tanh AF=\cosh OA\tanh OB}
{\displaystyle \sinh BF=\sinh OA\cosh AF}
{\displaystyle \tanh BF=\cosh OB\tanh OA}
{\displaystyle \cosh OF=\cosh OA\cosh AF}
{\displaystyle \cosh OF=\cosh OB\cosh BF}
et également
{\displaystyle \sin {\widehat {F}}={\frac {\cosh OB}{\cosh AF}}={\frac {\cosh OA}{\cosh BF}}}
{\displaystyle \cos {\widehat {F}}=\sinh OA\sinh OB=\tanh AF\tanh BF}
{\displaystyle \cot {\widehat {F}}=\tanh OA\sinh AF=\tanh OB\sinh BF}
{\displaystyle \sin {\widehat {AOF}}={\frac {\sinh AF}{\sinh OF}}}
{\displaystyle \cos {\widehat {AOF}}={\frac {\tanh OA}{\tanh OF}}}
{\displaystyle \tan {\widehat {AOF}}={\frac {\tanh AF}{\sinh OA}}}
(où {\displaystyle \tanh ,\cosh ,\sinh } sont les fonctions hyperboliques).

## Exemple
| Le quatrième angle vaut 60°. | Le quatrième angle vaut 45°. | Quadrilatère idéal, le quatrième sommet étant à l'infini. |